# Unit4
Unit4 (Euronext: U4AGR) es una multinacional de origen holandés del sector de las Tecnologías de la Información, que ofrece soluciones ERP (del inglés Enterprise Resource Planning) para la gestión global de las empresas y servicios asociados. Sus oficinas centrales se encuentran en Sliedrecht (Holanda).
La compañía es el resultado de la fusión en 2001 entre la empresa noruega Agresso Group ASA y Unit 4, y hasta enero de 2010 ostentó el nombre de Unit 4 Agresso. A partir del 1 de enero de 2010 pasa a denominarse Unit4.
Unit4 dispone de filiales en 17 países europeos, así como en otros 7 repartidos entre Norteamérica, Asia-Pacífico y África. En otros países cuenta con presencia indirecta a través de distribuidores especializados. El área de I+D de Unit4 se encuentra dividida entre Oslo (Noruega), su centro de Barberà del Vallès (Barcelona, España) y su centro en Granada. En este último país su filial se denomina Unit4 Ibérica.
La compañía ha sido catalogada por IDC como una de las seis principales empresas del mercado medio del ERP. Unit4 cotiza en Euronext Ámsterdam, y está también incluida en el Amsterdam Midkap Index (AMX).
Los principales productos de la compañía son la solución ERP Unit4 Agresso y el software contable Coda Financials. También es la principal accionista de FinancialForce.com, la compañía de aplicaciones cloud con sede en San Mateo (California).

## Historia

### Creación y objetivos
La compañía fue fundada en 1980 bajo el nombre de Unit Four International, con el innovador propósito -en aquella época- de crear soluciones de software estándares e independientes de plataforma, con el fin de ofrecer herramientas y funcionalidades que pudiesen ser usadas por cualquier empleado, y que estuviesen basadas en los procesos de negocio del cliente (en lugar de que el software mismo forzase a crear nuevos procesos o una importante adaptación).

### Crecimiento y salida a Bolsa
Unit4 centró inicialmente su actividad en los países del Benelux, pero tras un fuerte crecimiento durante la década de los 90 y su salida pública a bolsa en la Bolsa de Ámsterdam en 1998, se embarcó en una estrategia de expansión. Las primeras compañías adquiridas en este proceso fueron Acoso, Omegon, X-Logic y Digis, entre otras.

### Expansión internacional
El año 2000 Unit4 se fusionó con la empresa noruega de software ERP Agresso Group ASA, lo que provocó que la nueva compañía adoptase el nombre de Unit 4 Agresso. El grupo continuó con su política de expansión mediante adquisiciones, destacando las siguientes:
- CCS (2006, España)
- CODA (2008, Reino Unido)
- Teta (2010, Polonia)
- PROSOFT (2011, Asia-Pacífico)

### Nueva denominación
En 2010 Unit 4 Agresso cambió su nombre comercial a Unit4, lo que comportó que sus filiales en todo el mundo pasasen a incorporar el nombre Unit4. Por ejemplo: Unit4 Business Software Limited (en Reino Unido), Unit4 Agresso AS (Noruega), Unit4 Coda Inc. (Estados Unidos) y Unit4 Business Software Inc. (Estados Unidos). Actualmente la compañía cuenta con filiales y oficinas en 24 países distribuidos en Europa, Norteamérica, Asia-Pacífico y África, y con actividad comercial en otros países.

## Software

### Disponibilidad
Unit4 desarrolla, implementa y vende una amplia gama de soluciones de software de gestión. Un buen número de sus productos son marcas con un amplio reconocimiento en el mercado internacional, como el ERP Agresso y el software de gestión financiera Coda Financials. A través de cada una de sus filiales, la compañía también ofrece otras soluciones ERP en función de su adaptabilidad a ese mercado. En España se comercializan la solución ekon, como un negocio diferenciado de soluciones erp Archivado el 31 de enero de 2018 en Wayback Machine. pensadas especialmente para PYMEs, de sectores como Industria, Distribución, Comercio, Construcción, Salud y Asesorías/Gestorías, siendo el ERP ekon, uno de los 5 ERPs con mayor implantación en nuestro país.
ekon es una unidad de negocio del fabricante multinacional de software empresarial Unit4 dedicada al desarrollo de soluciones de gestión caracterizadas por su fácil integración, su gran agilidad post-implementación y la total libertad que ofrecen en cuanto a su despliegue (on-premises, nube pública, privada o una combinación de estas modalidades).

### Productos internacionales
- Agresso, solución ERP integrada que incluye diversos módulos (Finanzas, Logística, Contabilidad presupuestaria, Recursos Humanos, Gestión de proyectos, Nómina, CRM, etc.). Puede utilizarse de varios modos: un smart-client (por ejemplo, cliente Windows) y un cliente autoservicio independiente de plataforma que se ejecuta mediante un navegador web. Soporta una multitud de tecnologías que facilitan su integración con sistemas de terceros en diversos formatos, incluyendo XML. También permite el almacenaje y recuperación de datos gracias a un conjunto integrado de herramientas de reporting, donde destaca Excelerator (que permite ejecutar consultas a través de Microsoft Excel y ofrece el conjunto de datos dentro de esta herramienta ofimática).

- Coda Financials, solución especializada en la gestión financiera y contable.

- Datos: Q1395631